# Plagodis postlineata
Plagodis postlineata là một loài bướm đêm trong họ Geometridae.